# Home Forland
Home Forland är en udde i Grönland (Kungariket Danmark). Den ligger i den östra delen av Grönland, 1 600 km nordost om huvudstaden Nuuk.
Terrängen inåt land är huvudsakligen kuperad, men österut är den platt. Havet är nära Home Forland österut.  Det finns inga samhällen i närheten.